# Marcinha
Márcia Honório da Silva, mais conhecida como Marcinha (nascida em 22 de agosto de 1962), é uma treinadora e ex-jogadora de futebol brasileira. Foi meio-campista da Seleção Brasileira de Futebol Feminino.
Em 1984 Marcinha, que jogava pelo Clube Atlético Juventus, teve o menisco removido do joelho direito. Ela trabalhava em um salão de beleza na época.
Marcinha fez parte da equipe do clube EC Radar que representou o Brasil no Torneio de Convite Feminino da FIFA de 1988 em Guangdong e terminou em terceiro lugar. Ela também jogou pelo Brasil na edição de 1986 do Mundialito, na Itália.
Na Copa do Mundo Feminina da FIFA de 1991, Marcinha foi titular nos três jogos da fase de grupos, já que o Brasil foi eliminado na primeira fase. Durante o torneio, ela não se impressionou quando sua colega de quarto supostamente fez sexo com Eurico Lira na cama ao lado. Marcinha reclamou e Lira, dona do EC Radar e financista da seleção feminina, foi afastada da Confederação Brasileira de Futebol (CBF) no escândalo que se seguiu.
A Seleção Brasileira Feminina não jogou por mais de três anos, até que um patrocínio da Maizena amido de milho permitiu que eles jogassem no Campeonato Sul-Americano de Futebol Feminino de 1995. Marcinha não foi incluída no elenco.[carece de fontes?]
Depois de jogar futsal pela Polícia Militar, CA Juventus, Bordon e Sabesp, Marcinha deixou de jogar em 2000. Tornou-se treinadora de futsal juvenil em São Paulo, tendo Érika entre suas protegidas. Os futebolistas masculinos Thiago Motta e Deco também passaram por times treinados por Marcinha.